# Heckler & Koch HK43
 (juillet 2023).
Le Heckler and Koch HK43 est un fusil semi-automatique, version pour le marché civil du fusil Heckler & Koch HK33, et le prédécesseur du fusil semi-automatique HK93.

## Aperçu
Le HK43 a été créé en 1974 en tant que version semi-automatique du HK33 (qui était lui-même une version réduite du célèbre Heckler & Koch G3, mais chambré pour 5,56 × 45 mm OTAN à la place du 7,62 x 51 mm OTAN). Selon la nomenclature de numérotation de H&K, le "4" indique que l'arme est un fusil de type paramilitaire, et le "3" indique que le calibre est de 5,56. mm. La série HK40 a été conçue dans le but d'être vendue aux conscrits allemand afin qu'ils puissent se familiariser avec leur fusil de service avant d'entrer dans le service militaire, une pratique courante à l'époque en Allemagne et en Suisse. Ils avaient une monture à baïonnette et des accessoire identiques modèle militaire, mais étaient livrés avec un système de fonctionnement bridé en semi-automatique au lieu de la capacité de tir automatique du modèle militaire. Cela permet de facilement transformé un fusil civil en fusil d'assaut militaire par un simple changement de pièces interne.[réf. nécessaire]</link>
un HK43 peut se vendre sur certain marché entre 5 500 $ et 9 000 $ selon l'état de l'arme et l'économie du marché.
Une version HK43 KA1 avec un canon plus court de 322 mm a été utilisé en 1977 par le groupe RAF pour abattre le procureur général Siegfried Buback et deux policiers Allemand,. Verena Becker, un ancien membre de la RAF, a affirmé que Stefan Wisniewski était le tueur.

## HK93
Le HK93 est une variante basée sur le HK43 qui a été importé aux États-Unis. Le changement de nom aurait été basé sur plusieurs facteurs, notamment les changements de longueur du  canon pour se conformer aux lois américaines sur l'importation et des changements dans le propre système de nomenclature interne de chez H&K. Environ 18 000 fusils HK43/HK93 ont été importés en Amérique avant l'apparition de loi interdisant d'importation d'arme en 1989. Pour les autre variante, le HK93A2 été équipé une crosse fixe standard tandis que le HK93A3 présentait une crosse rétractable. La série HK93 avait un système de fonctionnement semi-automatique repensé, avec une pièce en métal installée dans le puits du bloc détente, ce qui l'empêchait de s'adapter à un bloc automatique. cette série ce voie également supprimé la monture à baïonnette et avait des accessoires différents.

## C93

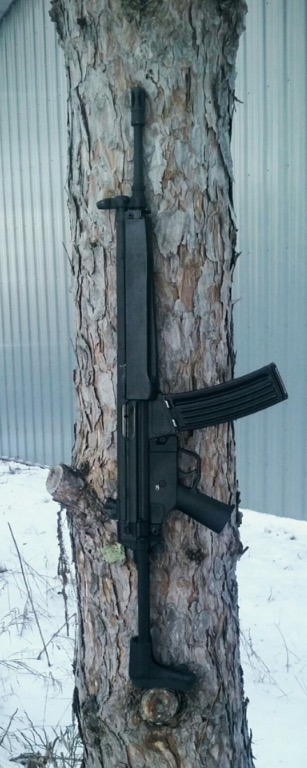
C93

Le C93 est une version civile du HK93 créé par la Century International Arms, Inc. . Il est livré avec un canon de 480 ou 413 mm avec une valeur de filetage de 1:9. Une poignée de transport et un chargeur de 40 cartouches sont compris dans le pack standard. Le poids annoncé est 8.2 lb (3,7 kg) . Le C-93 est construit à partir de kits de pièces Thai Type-11 utilisant un canon de fabrication américaine et d'autres pièces américaines diverses.